# Lieurac
Lieurac – miejscowość i gmina we Francji, w regionie Oksytania, w departamencie Ariège.
Według danych na rok 2010 gminę zamieszkiwało 167 osób, a gęstość zaludnienia wynosiła 261 osób/km².